# Marco Taradash
Marco Taradash (né le 19 mai 1950 à Livourne) est un homme politique et un journaliste italien, membre du Nouveau Centre-droit.

## Biographie
Il a été élu du Parti radical, puis de Forza Italia puis du Peuple de la liberté avant de rejoindre le Nouveau Centre-droit.
Il est né à l'Ardenza d'une mère de Livourne, père américain, nom de famille ukrainien et grands-parents juifs.
En tant que député européen, son parti déclaré était la Lega antiproibizionisti droga et il était inscrit au groupe des Verts au Parlement européen du 25 juillet 1989 jusqu'au 15 avril 1994. Il siège alors un bref moment avec les non-inscrits avant d'adhérer au groupe libéral, démocratique et réformateur le 3 mai 1994.